# Plessezk (Ort)
Plessezk (russisch Плесе́цк) ist eine Siedlung städtischen Typs in der nordwestrussischen Oblast Archangelsk. Sie hat 11.037 Einwohner (Stand 14. Oktober 2010).

## Geographie
Plessezk liegt etwa 800 km nordöstlich von Moskau und 180 km südlich der Oblasthauptstadt Archangelsk. Die Siedlung ist Verwaltungszentrum des gleichnamigen Rajons Plessezk und zugleich Zentrum der Plessezkoje gorodskoje posselenije, die neben Plessezk auch die Siedlung Puksa umfasst.
Wenige Kilometer nordöstlich der Stadt liegen das Kosmodrom Plessezk und die zugehörige Stadt Mirny. Diese liegt zwar auf dem Territorium des Rajons Plessezk, steht jedoch unter direkter Verwaltung der Oblast. Das Gebiet des Kosmodrom Plessezk schließt auch den nahe Plessezk gelegenen Flughafen Pleszy mit ein.

## Geschichte
Mit dem Bau der Eisenbahnstrecke Wologda – Archangelsk, entstand im Jahr 1897 die Eisenbahnstation Plessezkaja, um welche eine kleine Siedlung für die dort arbeitenden Eisenbahner entstand. Benannt wurde die Eisenbahnstation nach einem bereits existierenden, etwa fünf Kilometer entfernten Ort, nahe dem See Pleszy. Die Station Plessezkaja gehörte zum Zeitpunkt ihrer Errichtung zur Nawolozkaja wolost des Oneschski ujesd innerhalb des Gouvernements Archangelsk. Im Jahr 1914 wurde in der Siedlung die erste Schule und 1916 die erste Kirche errichtet.
Während des russischen Bürgerkrieges war der Ort stark umkämpft und wurde im September 1919 von Briten und Weißgardisten eingenommen. Nach der Befreiung des Ortes am 12. Februar 1920, war die Siedlung größtenteils zerstört und musste neu aufgebaut werden. Zu Anfang der 1920er Jahre siedelte sich in dem Gebiet die Holzindustrie an. Es entstanden weitere kleine Arbeitssiedlungen an den Eisenbahnstrecken um Plessezkaja, die 1924 zur Verwaltungseinheit Plessezkaja wolost mit dem Verwaltungszentrum Nawolok zusammengefasst wurden. Zwei Jahre später wurde die Plessezkaja wolost als Plessezkaja ukrupnennaja wolost unter die Verwaltung des Archangelski ujesd gestellt. Verwaltungszentrum der Wolost wurde die Plessezkaja-Siedlung. 1926 wurde in der Siedlung ein Sägewerk errichtet, welches seit 1932 auch Holz exportierte. Anfang der 1930er Jahre entstand zudem ein Krankenhaus.
Im Zuge einer Verwaltungsreform im Jahr 1929 wurde die Plessezkaja ukrupnennaja wolost mit der Arbeitssiedlung Samoded vereinigt und der Rajon Plessezk, mit der Siedlung Plessezkaja als Verwaltungszentrum gegründet. 1932 wurde die Siedlung zur Arbeitssiedlung (russisch рабочий посёлок, entspricht einer Siedlung städtischen Typs) ernannt und erhielt den Namen Plessezk.
Seit 2006 ist Plessezk Verwaltungszentrum der Plessezkoje gorodskoje posselenije.

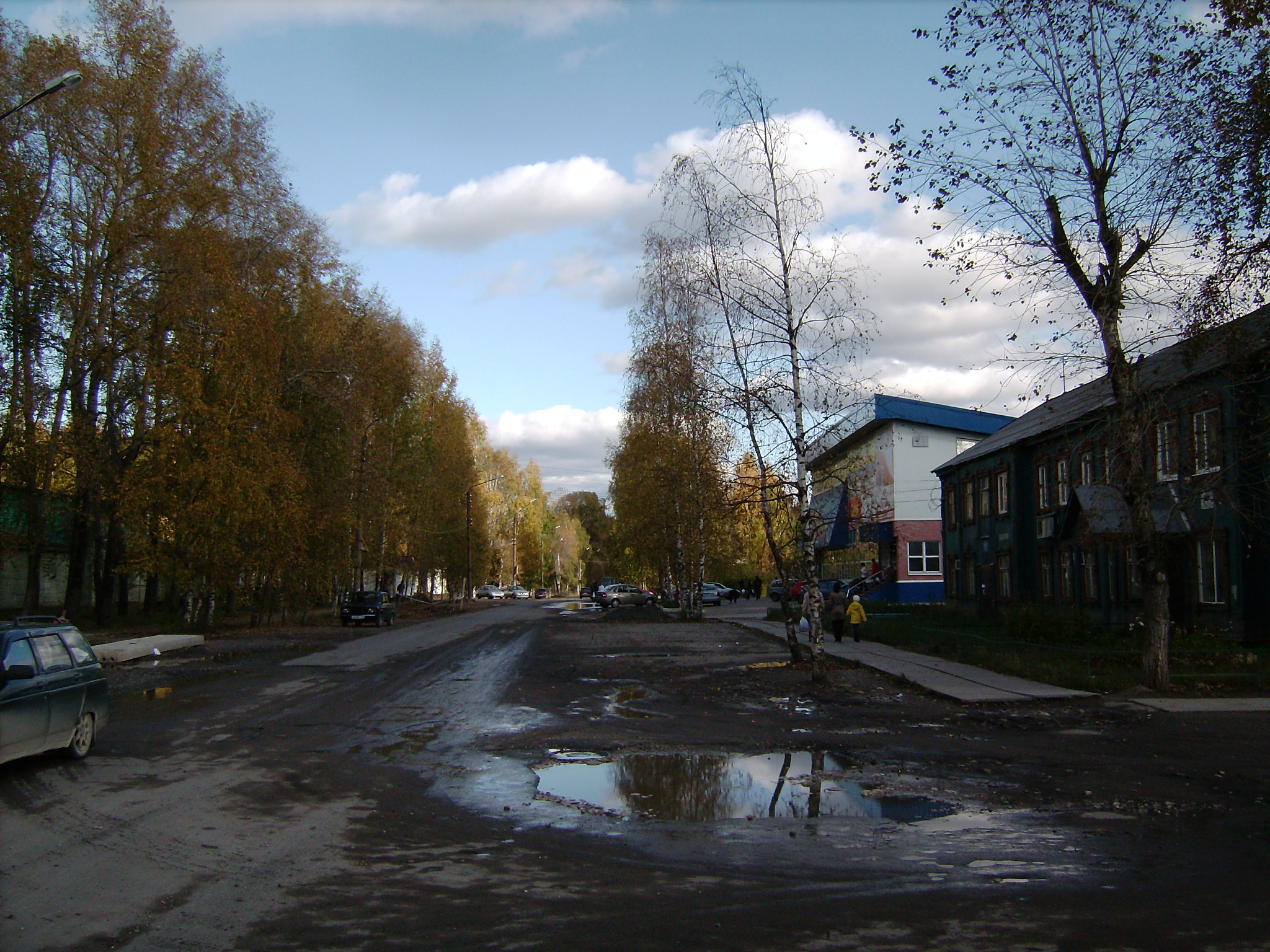
Straße in Plessezk
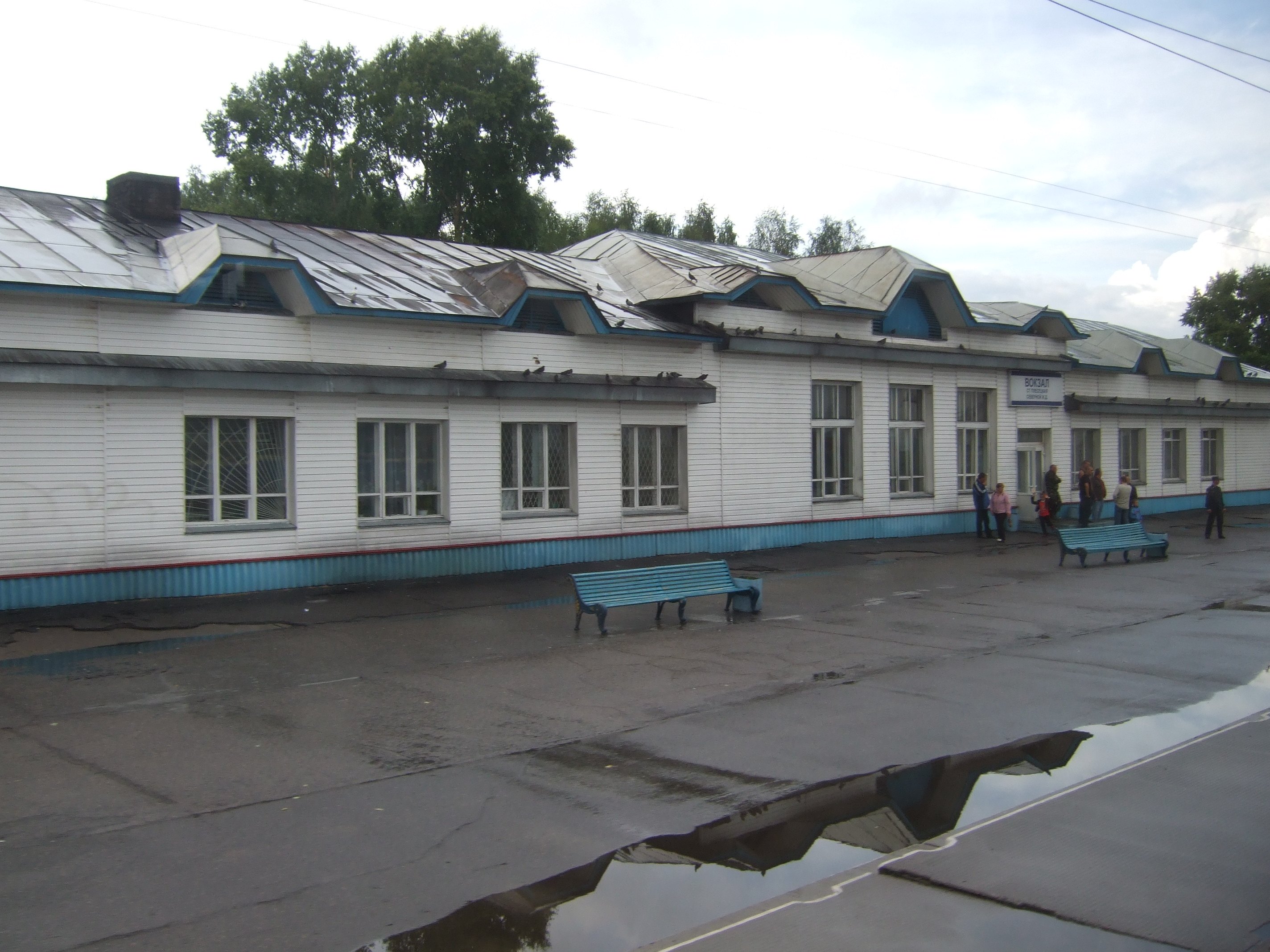
Bahnhof Plessezkaja der Nordeisenbahn

### Einwohnerentwicklung
Die folgende Übersicht zeigt die Entwicklung der Einwohnerzahlen von Plessezk.
| Jahr | Einwohner |
| ---- | --------- |
| 1939 | 11.754    |
| 1959 | 13.316    |
| 1970 | 13.330    |
| 1979 | 13.267    |
| 1989 | 14.027    |
| 2002 | 11.300    |
| 2010 | 11.037    |

Anmerkung: Volkszählungsdaten

## Wirtschaft
Ein wichtiger Wirtschaftszweig der Siedlung ist die Holzindustrie. Außerdem verfügt Plessezk über eine Molkerei sowie einen Betrieb zur Fleischverarbeitung.